# Bredenbeck
Bredenbeck ist eine Ortschaft der Gemeinde Wennigsen (Deister) in der Region Hannover.

## Geografie
Bredenbeck liegt südöstlich von Wennigsen am nordöstlichen Rand des Deisters. Das Dorf wird vom Bredenbecker Bach durchflossen, der den Mühlteich der Lavesmühle speist. Die Gelbe Beeke berührt den Ort nordwestlich am Rand des Rittergutes Knigge.
Steinkrug ist eine am südöstlichen Rand des Deisters gelegene Ortslage des Ortsteils Bredenbeck.

## Geschichte

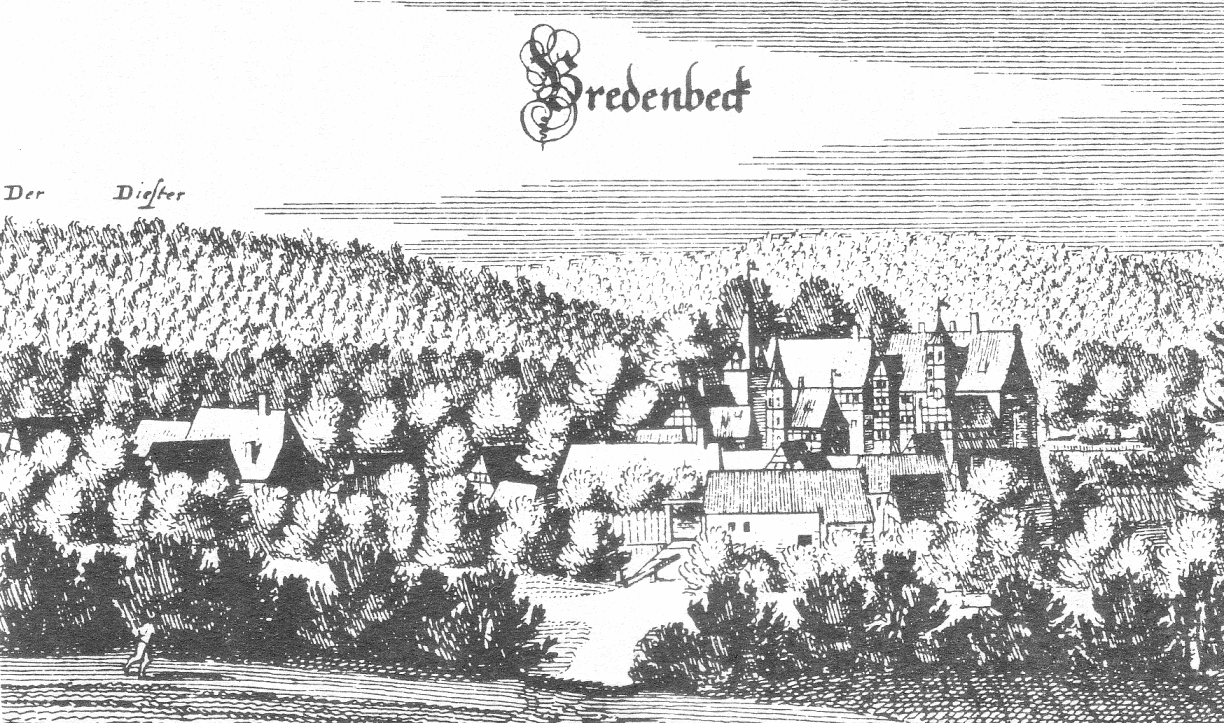
Merian-Stich um 1650

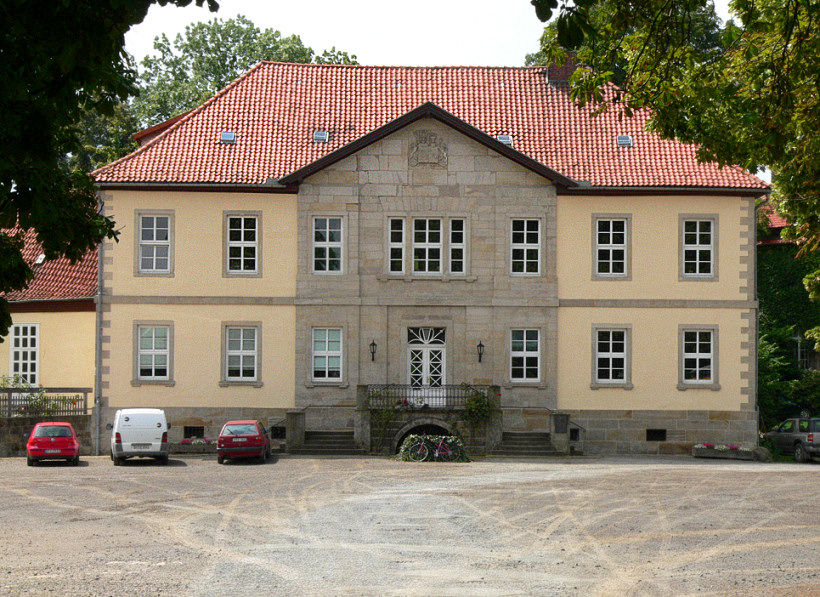
Herrenhaus des Gutes der Freiherren Knigge auf dem Adolph Knigge geboren wurde

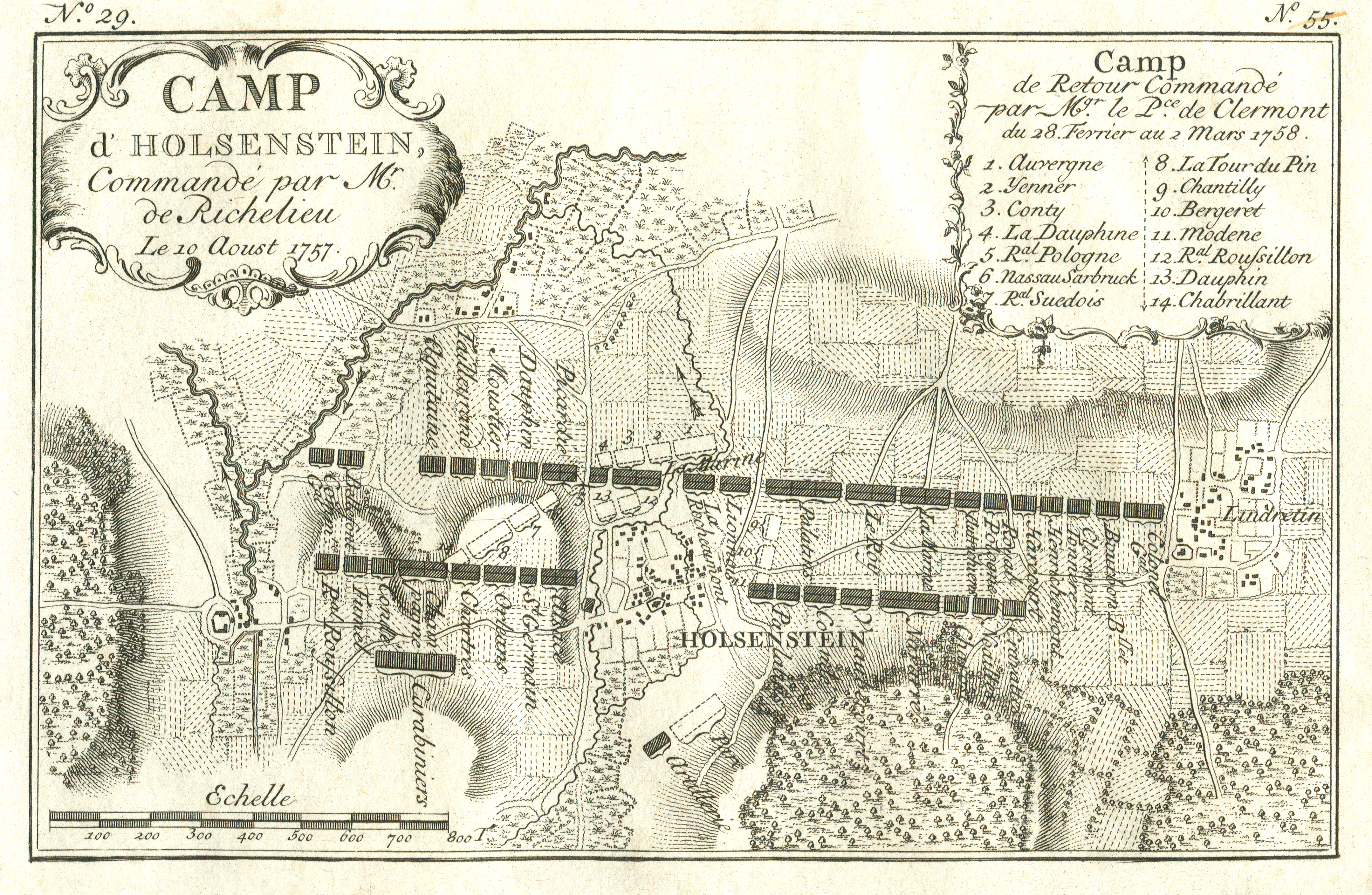
Karte (mit Bredenbeck und Linderte) während des Siebenjährigen Krieges mit dem Lager der französischen Truppen unter Richelieu und Clermont bei Holtensen 1757 und 1758

Die erste urkundliche Erwähnung der Ortschaft Bredenbeck geht zurück auf das Jahr 1255. In einer Urkunde des Mindener Bischofs Wedekind vom 10. August 1255 bestätigt dieser die Rückgabe des Zehnten in Bredebeke (Bredenbeck) und Wenethe (vermutlich Weetzen) durch den Ritter Wolfhard und seine Nachkommen an das Stift Minden und macht ihn zum Eigentum des Klosters Wennigsen.
Der Name Bredenbeck ist als eine niederdeutsche Bezeichnung für „breiter Bach“ in verschiedenen Schreibweisen weit verbreitet. In einer Urkunde Kaiser Heinrichs II. aus dem Jahr 1022 bestätigte dieser etwa die Gründung des Klosters St. Michaelis durch Bischof Bernward von Hildesheim; unter den Gütern ist u. a. Bredenbike - dieses Bredenbike bezieht sich allerdings wohl auf das heutige Bremke im Landkreis Göttingen; der Bereich westlich der Leine bzw. nördlich der Haller gehörte zum Bistum Minden, nicht zum Bistum Hildesheim.
Der Name des Ortsteils Steinkrug beruht vermutlich auf dortigen Steinbrüchen und einer ländlichen Gaststätte, einem Krug. Seit dem 18. Jahrhundert besteht dort an der Passstraße über den Deister mit dem Gasthaus Steinkrug eine frühere Ausspann- und Poststation. In Steinkrug befand sich die von den Freiherren Knigge 1809 gegründete Glashütte Steinkrug, die 1928 geschlossen wurde und bis dahin entscheidenden Anteil am Bredenbecker Aufschwung hatte. Der auf dem Gelände der ehemaligen Glashütte befindliche Glashüttenturm mit etwa 13 m Höhe ist eine der wenigen erhaltenen Anlagen dieser Art in Europa. Die noch vorhandenen Gebäude der Glashütte stehen unter Denkmalschutz.

### Freiherren Knigge
1312 erhielt der Ritter Herman II. Knigge das Lehen in Bredenbeck, doch erst sein Sohn Ritter Hermann III. wurde 1338 in Bredenbeck sesshaft und baute das Schloss zur stark befestigten Wasserburg Bredenbeck aus. Auf ihr wurde 1752 Adolph Freiherr Knigge geboren. An diesen berühmten Schriftsteller der Aufklärung, der im Bremer Dom begraben liegt, erinnert eine Gedenktafel am Treppensockel des Gutshofes. Auf dem früheren Burggelände entstanden 1825 die noch heute bestehenden Gebäude des Gutsbetriebs.
Die Freiherren Knigge begannen 1804 mit dem Bergbau im Deister, wodurch der Ort einen starken Aufschwung erlebte. Hinzu kam eine eigene Brauerei auf ihrem Rittergut sowie die Einrichtung des Kalkwerks Bredenbeck. Im Jahre 1905 hatte Bredenbeck 1626 Einwohner. Zahlreiche Arbeitsplätze entfielen durch die Stilllegungen des Bergwerkes Schacht Herta 1910 und des Kalkwerkes 1928. Die Knigges betrieben in Bredenbeck auch eine Glasfabrik für grünes Glas, die in der Mitte des 19. Jahrhunderts um 40 Beschäftigte hatte.
Noch heute befindet sich der private Friedhof des Hauses Knigge zwischen Bredenbeck und Steinkrug. Heute ist das Knigge'sche Rittergut Bredenbeck, Eigentum der Frhr. Knigge’schen Miteigentümergemeinschaft, das vor allem für Land- und Forstwirtschaft bekannt ist.

### Laves
Der hannoversche Hofbaumeister Georg Laves hatte wesentlichen Anteil an der Ortsentwicklung Bredenbecks. Im 19. Jahrhundert entwarf der damals führende Architekt des Königreiches Hannover sowohl Einzelbauten in Bredenbeck als auch Konzeptionen zur Strukturentwicklung und Verkehrsplanung. Seit dem Jahr 1822 stand er im Dienste der Freiherren Knigge. Er plante für sie nicht nur die Bauten des Gutshofs, der zwischen 1846 und 1860 entstand. Durch ihn erfolgte die Anlage des Lindenplatzes 1825 als Mittelpunkt des Ortes in Form eines Halbkreises. Dort plante er den Bau eines kombinierten Kirchen- und Schulgebäudes mit einem 29 Meter hohen Turm, das jedoch nicht zur Ausführung kam. Die 1848 errichtete Dorfschule wurde nach Laves' Plänen errichtet, ebenso die Mühle am Wehr der Beeke, die bis 1969 in Betrieb war. Das im Ortsteil Steinkrug gelegene gleichnamige Hotel Steinkrug wurde durch Laves umgestaltet und erheblich erweitert.

### Eingemeindung
Im Rahmen der Gebietsreform wurde die bis dahin eigenständige Gemeinde Bredenbeck im Jahr 1970 Teil der Gemeinde Wennigsen (Deister). Grundlage war das Wennigsen-Gesetz, das der Niedersächsische Landtag im Jahr 1969 beschlossen hatte. Der damalige Bredenbecker Bürgermeister Jürgen Bauermeister (SPD) wurde später Landrat des Landkreises Hannover.

## Politik
Die Ortschaft Bredenbeck verfügt über einen Ortsrat, dessen Mitglieder im November 2021 neu gewählt wurden. Dem Ortsrat gehören sieben Mitglieder an. Die aktuelle Ortsbürgermeisterin ist Marianne Kügler (CDU).

### Wappen
Das Ortswappen zeigt zweigeteilt oben in Rot einen goldenen Löwen, unten in Silber eine rote Waage. Der Löwe entstammt dem Hauswappen der Freiherren Knigge.

## Kultur und Sehenswürdigkeiten
- Dietrich-Bonhoeffer-Haus
- In der ehemaligen Dorfschule befindet sich heute die Heimatstube Bredenbeck mit einer Sammlung zur Geschichte des Ortes. Ein Schwerpunkt liegt auf der Darstellung des örtlichen Handwerks und der örtlichen Industrie. Des Weiteren befinden sich in dem denkmalgeschützten Gebäude ein Kindergarten und eine Kinderkrippe des Deutschen Roten Kreuzes sowie die Gemeindebücherei Bredenbeck. Auf der Rückseite des Gebäudes ist die Freiwillige Feuerwehr Bredenbeck untergebracht.
- Bennigser Burg (Ringwallanlage) im Deister bei Steinkrug
- Schloss Bredenbeck, heute Gutshof mit Herrenhaus der Freiherren Knigge. Das Schloss entstand im 13. Jahrhundert als Wasserburg, die als mächtigste des Calenberger Landes galt. Sie lag strategisch günstig nahe einem Deisterpass. 1370 wurde sie von Herzog Magnus II. an den Hochstift Hildesheim verpfändet. 1550 brannte die Burg ab und wurde noch wehrhafter wieder aufgebaut. An Stelle der Burg entstand 1825 ein Gutshof als klassizistische Anlage nach Plänen des hannoverschen Hofbaumeisters Georg Ludwig Friedrich Laves. Heute sind von den Befestigungsanlagen nur geringe Reste wahrnehmbar.[7]

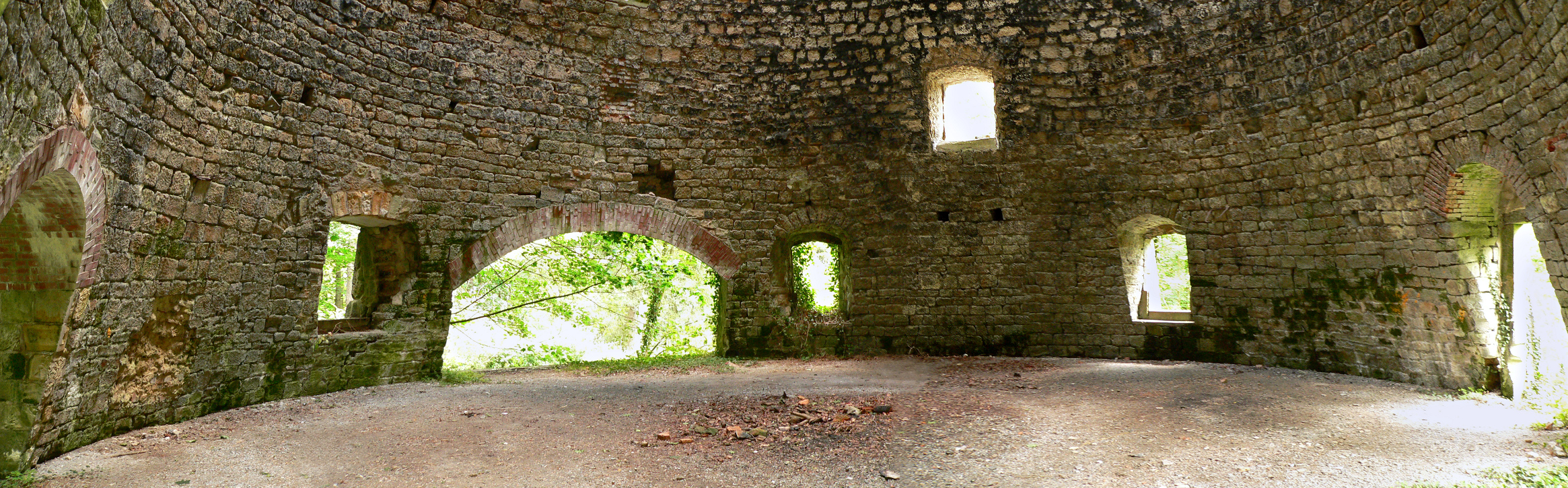
Das Innere des Glashüttenturms der Glashütte Steinkrug

- In Steinkrug befand sich die 1809 gegründete Glashütte Steinkrug. Einige verbliebene Bauten zeugen davon. Der 13 m hohe Glashüttenturm aus Deistersandstein ist einer der wenigen noch vorhandenen Exemplare in Europa und der einzige in Natursteinmauerung.
- Durch Bredenbeck fließt neben der weißen auch die „gelbe Beeke“. Dabei handelt es sich um einen kleinen Bach (mittelniederdeutsch Beke), der sich durch das ganze Dorf zieht und dessen Grund tatsächlich gelb ist. Der Bach wird teilweise aus historischen Bergwerksanlagen im Deister gespeist. Neben der abgebauten Kohle, die wie die Sandstein- und Tonschichten aus der Unteren Kreidezeit (genauer: Berrias) stammen und den Deister auffalten, enthalten die Gesteinsschichten auch Eisenanteile, die durch das Wasser in oxidierter Form ausgeschwemmt werden. Dies führt zur rost-roten bzw. gelben Farbe des Gewässers.
- Im Jahr 2008 hat der Rat der Gemeinde Wennigsen (Deister) die Einrichtung eines Bestattungswaldes in Bredenbeck beschlossen. Dieser Ruheforst Deister liegt am Steinkrüger Weg und dient als Stätte für Urnenbestattungen. In 2011 ist aufgrund großer Nachfrage ein zweiter Abschnitt für ca. 2.500 Bestattungen freigegeben worden.
- Im Dorf befindet sich eine Kornbrennerei, die seit 1826 im Besitz der Familie Warnecke ist. Der Hof bietet Platz für verschiedene regional bekannte Märkte und hat mit dem Kornboden eine künstlerische Galerie, die vom örtlichen Kulturverein K^3 betreut wird.
- Mensing’scher Prachtbauernhof: Das Gebäudeensemble wurde im Jahre 1898 am damaligen Ortsrand von dem aus Degersen stammenden Unternehmer Christian Mensing († 1917) fertiggestellt. Es besteht aus einem Wohnhaus (Hausnummer 17) mit dazugehöriger Einfriedung und einer Längsscheune aus Ziegeln (Hausnummer 15). Das Anwesen steht mittlerweile im Dorfkern und gilt als Ortsbild prägend.
- Laves-Mühle mit Mühlteich, direkt am Rittergut der Freiherrn Knigge gelegen
- Untere Mühle Bredenbeck
- Freibad Bredenbeck, eingetragenes Naturdenkmal

### Baudenkmäler
- Liste der Baudenkmäler
- Gedenksteine in Bredenbeck

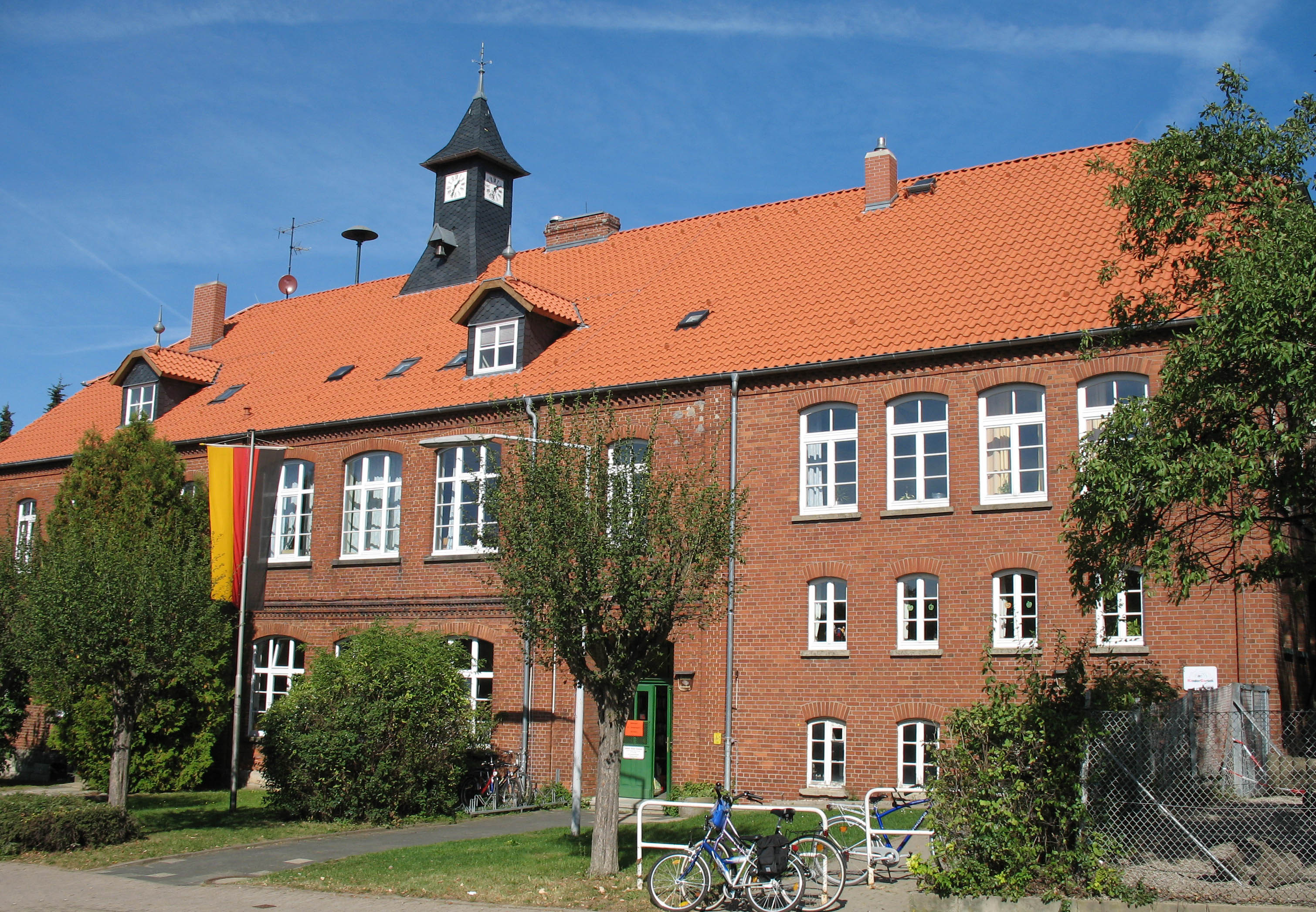
Alte Schule Bredenbeck
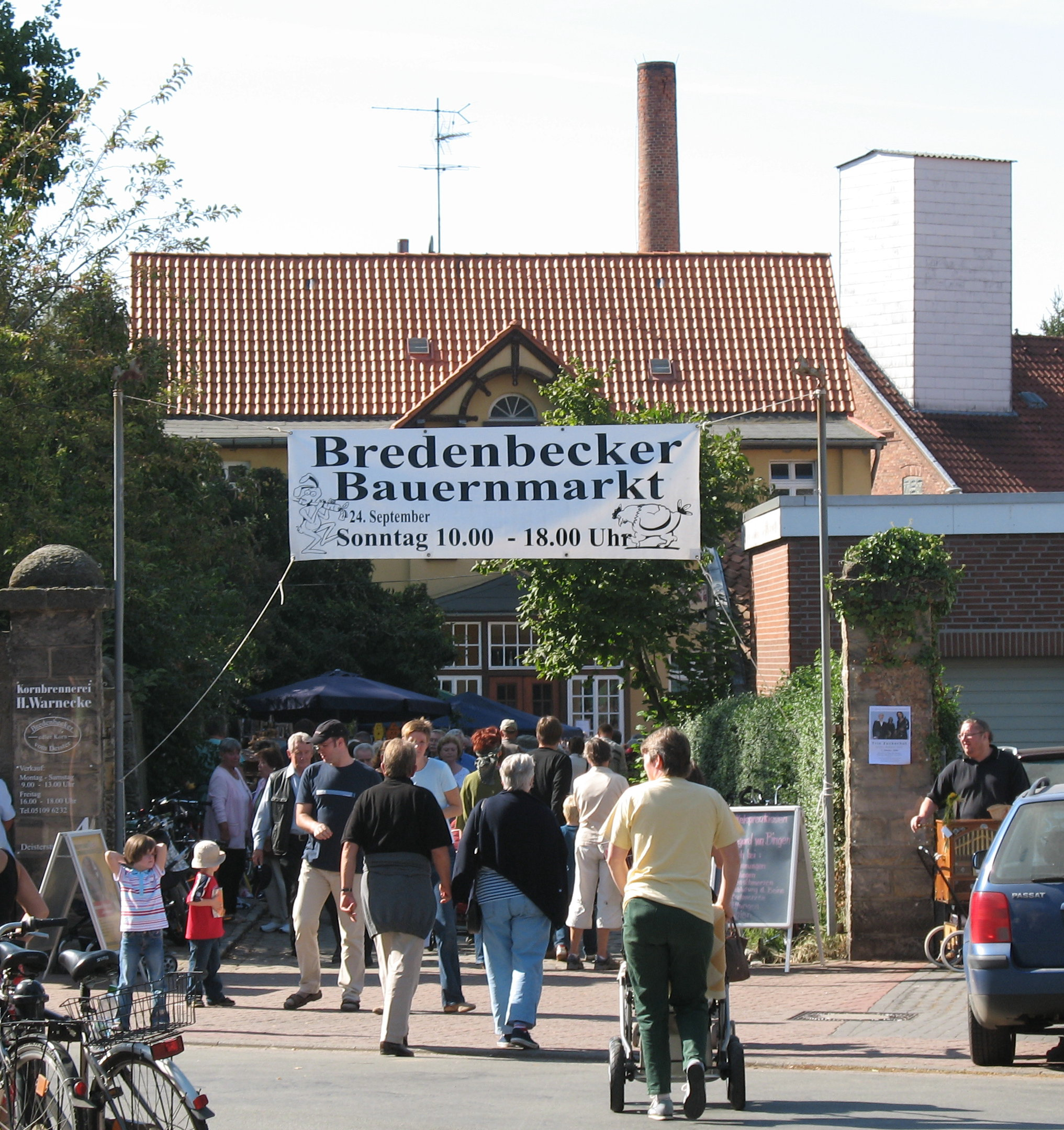
Bauernmarkt in der Kornbrennerei
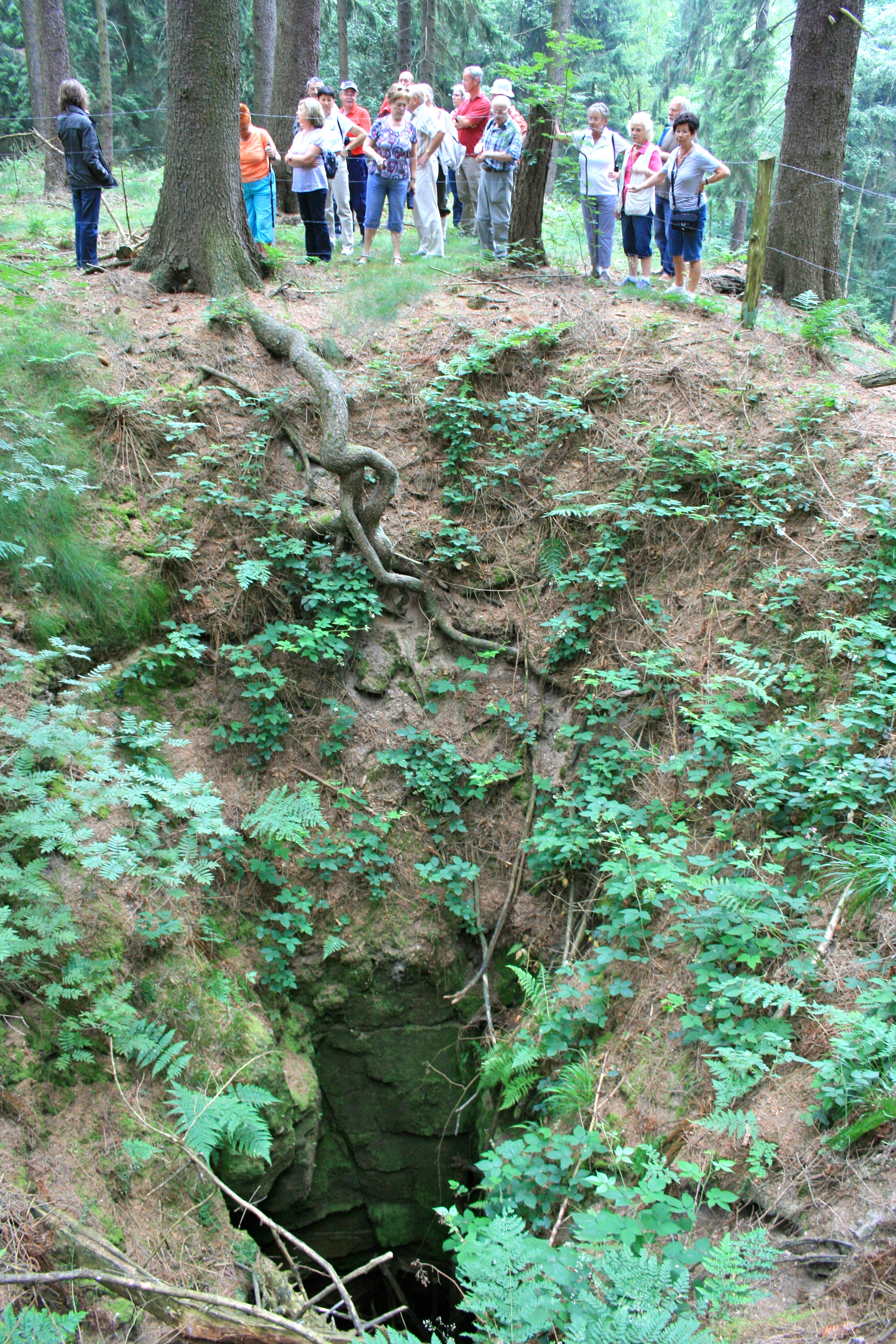
Schächte im Bereich Schwarzer Weg zeugen von der Bergbaugeschichte
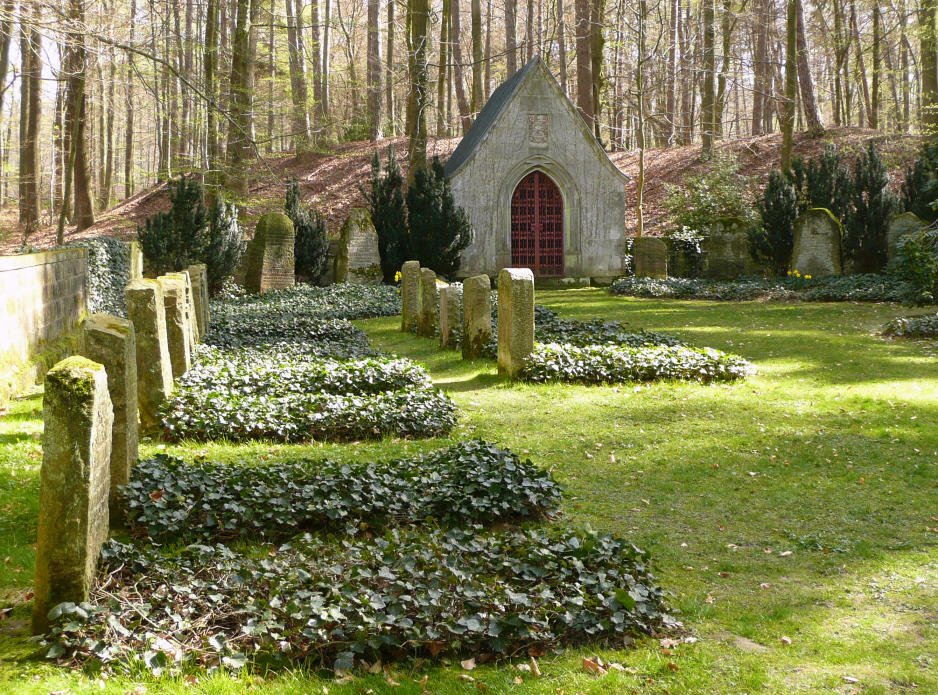
Friedhof der Freiherren Knigge im Deister bei Bredenbeck

## Wirtschaft und Infrastruktur
Seit ihrer Gründung im Jahr 1826 wird in Bredenbeck die Kornbrennerei H. Warnecke betrieben. In früheren Jahren soll der „Alte Bredenbecker“ fester Bestandteil des täglichen Lebens der Landarbeiter und Fuhrleute gewesen sein.
Die Bundesstraße 217 durchquert den Ort zwischen den Ortsteilen Bredenbeck und Steinkrug. Früher führte die Bahnstrecke Weetzen–Bredenbecker Kalkwerke zum Kalkwerk Bredenbeck.
Bredenbeck wird an drei Haltestellen von vier Buslinien und einer Nachtbuslinie des Großraumverkehrs Hannover bedient. Diese Linien stellen u. a. einen Anschluss an die S-Bahn Hannover in Wennigsen, Lemmie, Weetzen und Springe her.

## Persönlichkeiten
- Friedrich Ulrich von Knigge († 1683 in Bredenbeck)
- Adolph Freiherr Knigge (* 1752 in Bredenbeck)
- Julius Köhler (* 1869, zeitweilig Hauslehrer in Bredenbeck)
- Moritz Freiherr Knigge (1968–2021, aufgewachsen in Bredenbeck)
- Friedrich Wilhelm Korff (* 1939, lebt in Bredenbeck)